# Lluita als Jocs Olímpics d'estiu de 1924 - lluita grecoromana masculina pes pesant
La prova del pes pesant de lluita grecoromana fou una de les sis de lluita grecoromana que es disputaren als Jocs Olímpics de París de 1924. Com la resta de proves de lluita sols hi podien participar homes. Els lluitadors que participaven en aquesta categoria havien de pesar més de 82,5 quilograms. La competició es disputà entre el 6 i el 20 de juliol i hi van prendre part 17 participants, en representació de 10 països.

## Medallistes
| Or                  | Plata                 | Bronze             |
| Henri Deglane (FRA) | Edil Rosenqvist (FIN) | Rajmund Badó (HUN) |

## Resultats
La competició es va desenvolupar a doble eliminació.

### Primera ronda
| Derrotes | Vencedor              | Percedor              | Derrotes |
| -------- | --------------------- | --------------------- | -------- |
| 0        | Emil Larsen (DEN)     | Jānis Polis (LAT)     | 1        |
| 0        | Johan Salila (FIN)    | Marcello Giuria (ITA) | 1        |
| 0        | Lucien Pothier (BEL)  | Jaap Sjouwerman (NED) | 1        |
| 0        | Claes Johansson (SWE) | Ottó Szelky (HUN)     | 1        |
| 0        | Henri Deglane (FRA)   | Poul Hansen (DEN)     | 1        |
| 0        | Jan Sint (NED)        | Aleardo Donati (ITA)  | 1        |
| 0        | Edil Rosenqvist (FIN) | Ernst Nilsson (SWE)   | 1        |
| 0        | Edmond Dame (FRA)     | Franz Mileder (AUT)   | 1        |
| 0        | Rajmund Badó (HUN)    | Lliura                | –        |

### Segona ronda
| Derrotes | Vencedor              | Percedor              | Derrotes |
| -------- | --------------------- | --------------------- | -------- |
| 0        | Rajmund Badó (HUN)    | Emil Larsen (DEN)     | 1        |
| 1        | Jānis Polis (LAT)     | Marcello Giuria (ITA) | 2        |
| 0        | Lucien Pothier (BEL)  | Johan Salila (FIN)    | 1        |
| 1        | Ottó Szelky (HUN)     | Jaap Sjouwerman (NED) | 2        |
| 0        | Henri Deglane (FRA)   | Claes Johansson (SWE) | 1        |
| 1        | Poul Hansen (DEN)     | Jan Sint (NED)        | 1        |
| 1        | Ernst Nilsson (SWE)   | Aleardo Donati (ITA)  | 2        |
| 0        | Edil Rosenqvist (FIN) | Franz Mileder (AUT)   | 2        |
| 0        | Edmond Dame (FRA)     | Lliura                | –        |

### Tercera ronda
| Derrotes | Vencedor              | Percedor              | Derrotes |
| -------- | --------------------- | --------------------- | -------- |
| 0        | Rajmund Badó (HUN)    | Edmond Dame (FRA)     | 1        |
| 1        | Emil Larsen (DEN)     | Johan Salila (FIN)    | 2        |
| 1        | Jānis Polis (LAT)     | Lucien Pothier (BEL)  | 1        |
| 0        | Henri Deglane (FRA)   | Ottó Szelky (HUN)     | 2        |
| 1        | Ernst Nilsson (SWE)   | Poul Hansen (DEN)     | 2        |
| 0        | Edil Rosenqvist (FIN) | Jan Sint (NED)        | 2        |
| –        | Abandona              | Claes Johansson (SWE) | –        |

### Quarta ronda
| Derrotes | Vencedor              | Percedor             | Derrotes |
| -------- | --------------------- | -------------------- | -------- |
| 0        | Rajmund Badó (HUN)    | Jānis Polis (LAT)    | 2        |
| 0        | Edil Rosenqvist (FIN) | Edmond Dame (FRA)    | 2        |
| 1        | Emil Larsen (DEN)     | Lucien Pothier (BEL) | 2        |
| 0        | Henri Deglane (FRA)   | Ernst Nilsson (SWE)  | 2        |

### Cinquena ronda
Després d'aquesta ronda, els invictes Deglane i Rosenqvist i Badó, amb una derrota, quedaven vius en la lluita per les medalles. Deglane i Rosenqvist van avançar a una sisena ronda que havia de servir per determinar l'or, mentre Badó va rebre el bronze.
| Losses | Winner                | Loser              | Losses |
| ------ | --------------------- | ------------------ | ------ |
| 0      | Henri Deglane (FRA)   | Rajmund Badó (HUN) | 1      |
| 0      | Edil Rosenqvist (FIN) | Emil Larsen (DEN)  | 2      |

### Sisena ronda
| Derrotes | Vencedor            | Percedor              | Derrotes |
| -------- | ------------------- | --------------------- | -------- |
| 0        | Henri Deglane (FRA) | Edil Rosenqvist (FIN) | 1        |